# Barbara Mamińska

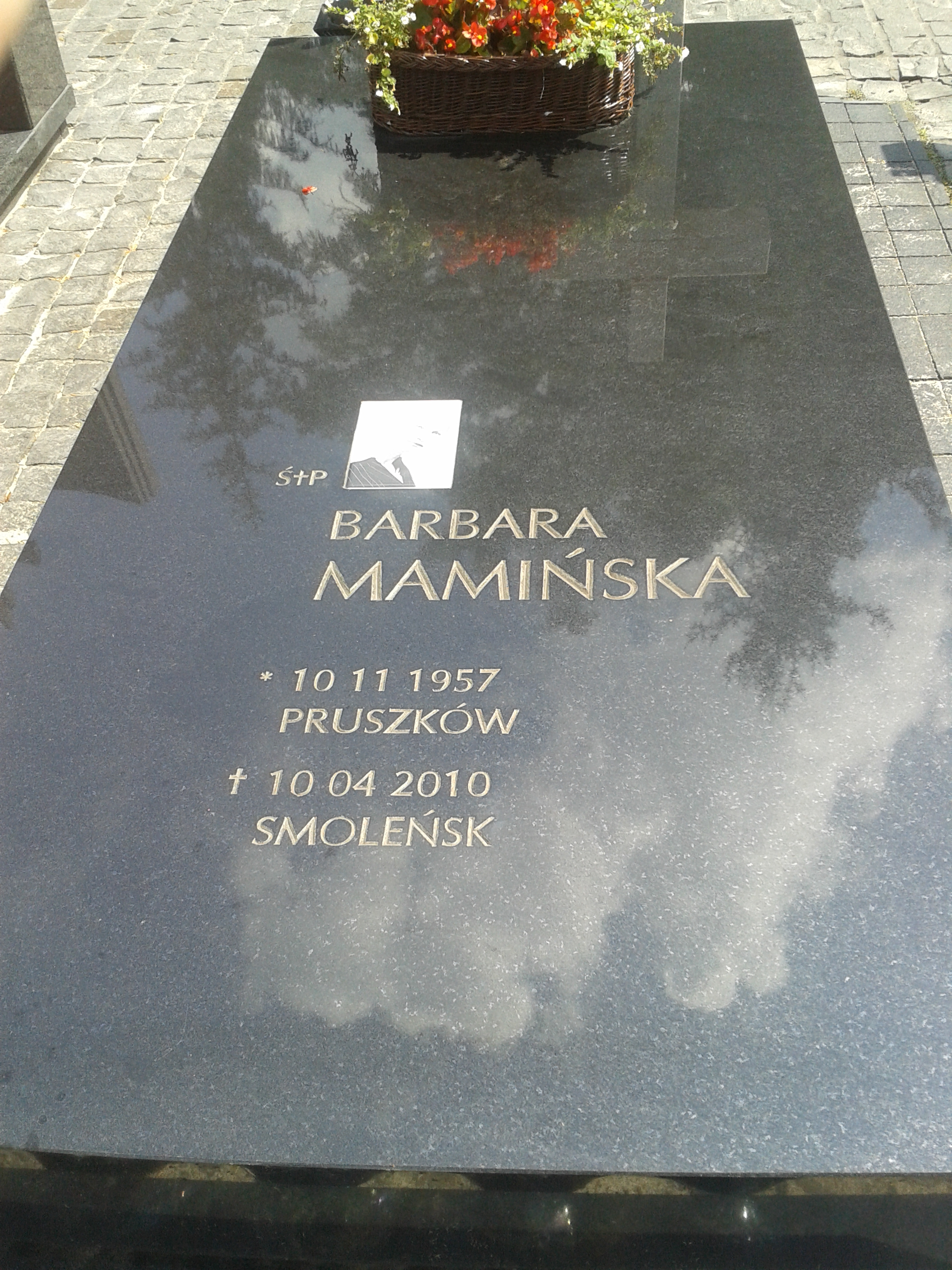
Grób Barbary Mamińskiej na Powązkach

Barbara Mamińska, z d. Osińska (ur. 10 listopada 1957 w Pruszkowie, zm. 10 kwietnia 2010 w Smoleńsku) – urzędnik państwowy, dyrektor Biura Kadr i Odznaczeń w Kancelarii Prezydenta Polski.

## Życiorys
Jej ojciec, Tadeusz Osiński, ps. „Tek”, był żołnierzem oddziału Mariana Bernaciaka, ps. „Orlik”, dowódcy zgrupowania partyzanckiego AK i WiN na Lubelszczyźnie.
Barbara Mamińska była absolwentką krakowskiej AWF, kierunku rehabilitacji ruchowej. W latach 1995–1998 kierowała sekcją Ośrodka Studiów Amerykańskich Uniwersytetu Warszawskiego, następnie w Krajowym Urzędzie Pracy była rzecznikiem prasowym i dyrektorem generalnym. Później pracowała jako dyrektor Biura Spraw Pracowniczych w Dyrekcji Generalnej PKP. Po odejściu z PKP, w latach 2002–2005 współpracowała z Lechem Kaczyńskim podczas piastowania przez niego stanowiska prezydenta miasta stołecznego Warszawy. W stołecznym ratuszu była dyrektorką ds. kadr i szkoleń. Od roku 2005 była Dyrektorem Biura Kadr i Odznaczeń w Kancelarii Prezydenta RP.
Zginęła 10 kwietnia 2010 w katastrofie polskiego samolotu Tu-154M w Smoleńsku w drodze na obchody 70. rocznicy zbrodni katyńskiej. Pochowano ją 20 kwietnia 2010 w Kwaterze Smoleńskiej na Cmentarzu Wojskowym na Powązkach w Warszawie.
Była żoną Krzysztofa Mamińskiego, działacza kolejowej „Solidarności”, prezesa Kolejowego Przedsiębiorstwa Turystyczno-Wypoczynkowego „Natura Tour” i prezesa Związku Pracodawców Kolejowych (późniejszego – już po jej śmierci – prezesa Przewozów Regionalnych i prezesa PKP). Miała syna Radosława Sosińskiego.

## Odznaczenia i wyróżnienia
- We wrześniu 2008 została odznaczona portugalskim Orderem Zasługi w stopniu Wielkiego Oficera[10].
- 16 kwietnia 2010 została pośmiertnie odznaczona Krzyżem Oficerskim Orderu Odrodzenia Polski[11].
- 9 września 2010 roku otrzymała pośmiertne wyróżnienie „Zasłużony dla Warszawy”[12].